# جبرانساز سنکرون استاتیک سری

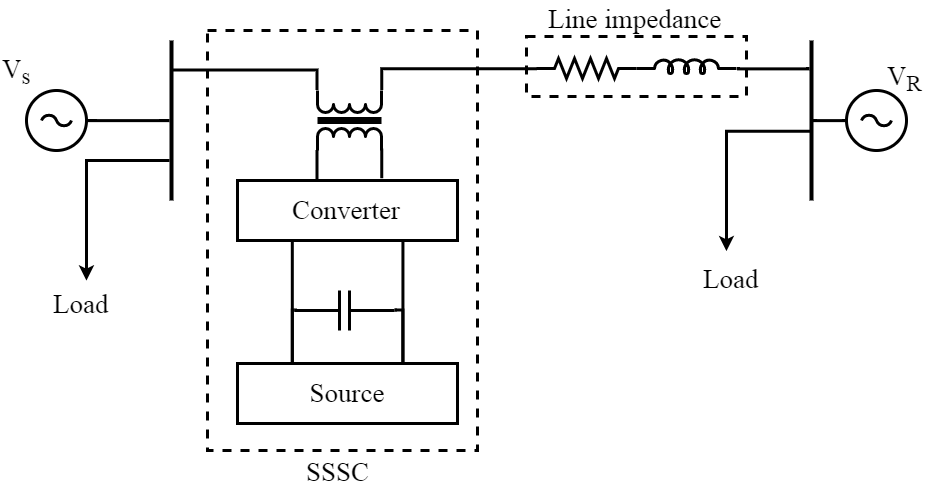
جبرانساز سنکرون استاتیک سری

جبران‌ساز سنکرون استاتیک سری (SSSC) نوعی از سیستم انتقال جریان متناوب انعطاف‌پذیر است که از یک فشارقوی جریان مستقیم به همراه یک ترانسفورماتور که به صورت سری با یک خط انتقال وصل است تشکیل شده‌است. این دستگاه می‌تواند یک ولتاژ تقریباً سینوسی را به صورت سری با خط تزریق کند. این ولتاژ تزریق شده می‌تواند به عنوان یک راکتانس الکتریکی یا خازنی در نظر گرفته شود که به صورت سری به خط انتقال وصل می‌شود. این ویژگی می‌تواند جبران ولتاژ قابل کنترل را ارائه دهد. بعلاوه، SSSC قادر است شارش توان را با تزریق ولتاژ جبران کننده سری به اندازه کافی بزرگ معکوس کند.